# Бортниково (Дмитровский городской округ)
Бортниково — деревня в Дмитровском районе Московской области, в составе городского поселения Яхрома. До 2006 года Бортниково входило в состав Подъячевского сельского округа.

## Расположение
Деревня расположена в западной части района, примерно в 14 км на запад от города Яхромы, на суходоле, высота центра над уровнем моря 207 м. Ближайшие населённые пункты — Филимоново на юго-востоке и Арбузово на юго-западе.

## Население
| 2002 | 2006 | 2010 |
| ---- | ---- | ---- |
| 1    | ↗2   | ↘0   |